# Jean Sendy
 (novembre 2019).
Jean Sendy (Saint-Pétersbourg, 16 novembre 1910 - Coulommiers, 24 avril 1978,) est un écrivain et traducteur français, auteur d'ouvrages à caractère occultiste et ufologique. Il soutient que la Bible est le récit historique de la colonisation de la Terre à l'époque paléolithique par des cosmonautes extra-terrestres dont les descendants auraient quitté notre planète en laissant des traces sur la Lune.

## Éléments biographiques
Après avoir publié des documents saisis dans les archives de la Wilhelmstrasse sous le titre La Vérité sur les rapports germano-soviétiques de 1939 à 1941 (1948) ainsi qu'un volume sur les hommes politiques de la Quatrième République (De gueules sur fond de clés, impertinences, Paris, Éditions France-Empire, 1948), Sendy traduit l'ouvrage du général Anders, Katyń, qui paraît aux Éditions France-Empire. 
Durant les années 1950, il traduit de l'anglais de nombreux polars et romans noirs pour les Presses de la Cité dans la collection « Un mystère » (Raymond Chandler, James Hadley Chase, Reginald Evelyn Southouse, Dorothy Hugues, Irwin Shaw) et pour la collection « Série noire » des Éditions Gallimard (Samuel W. Taylor, James Hadley Chase, David Alexander, Thomas Black).
À partir des années 1960,  il se consacre davantage à ses propres écrits, dont la plupart paraîtront dans les collections  « L'Aventure mystérieuse » (J'ai lu) et « Les Énigmes de l'Univers » (Robert Laffont). Avec Les Cahiers de cours de Moïse (Julliard1963), il amorce ses hypothèses, en menant une enquête sur l'influence « astrologique » du zodiaque, la prophétie de saint Malachie ou le miracle de Fatima que Sendy refuse de considérer comme des superstitions et auxquelles il tente de donner un sens dans la perspective ouverte par sa réflexion sur la Bible.. Dans La Lune, clé de la Bible (1968), Sendy prend ses distances avec les traductions usuelles de la Bible qui rendent « Elohim » par Dieu, alors qu'il s'agirait d'un pluriel, dont la signification serait mieux rendue par « les Anges ». Relisant le texte biblique dans sa version hébraïque d'origine, Sendy soutient qu'il ne s'agit pas d'un récit légendaire, mais d'un texte historique racontant la colonisation de la Terre, à l'époque adamique, par des « Anges » venus du ciel, hypothèse qui s'inscrit dans la perspective de la théorie des anciens astronautes et de l'astroarchéologie (ces visiteurs auraient quitté la Terre après le Déluge). Sendy croit que la « clé de la Bible » pourrait se trouver sur la Lune où, depuis les années 1960, il est désormais possible de trouver la trace de ces cosmonautes. 
Certains de ses ouvrages dont La Lune, clé de la Bible (1968) et Ces dieux qui firent le ciel et la terre, le roman de la Bible (1968) - de même que certains titres de Robert Charroux, Erich Von Däniken ou Jacques Bergier - auraient inspiré selon certains les thèses du gourou Claude Vorilhon dit Raël et de sa secte, le mouvement raëlien.

## Une de ses théories (citation)
« J'ai montré, dans la Lune, clé de la Bible et dans Nous autres, gens du Moyen Âge, les raisons qui m'incitent à tenir pour cohérente et raisonnable l'entreprise consistant à relier le texte biblique aux données scientifiques d'aujourd'hui, et à prendre au pied de la lettre l'“arc d'alliance” promis par ce texte.
 D'excellents théologiens acceptent ma façon de lire le texte biblique ; d'excellents scientifiques ne refusent pas les concordances que je propose. Il est donc possible que j'aie raison.
À la fin de ce premier chapitre, l'option que je propose apparaît donc comme une option entre deux articles de foi opposés : “croire que le texte biblique possède un fondement rationnel” et “croire que le texte biblique ne possède aucun fondement rationnel”. L'objet du Roman de la Bible est de donner au lecteur une vue d'ensemble du problème, de permettre au lecteur de se faire une opinion personnelle sur les raisons qui, à mon sens, incitent à penser que le texte biblique relate le souvenir de faits réels. L'hypothèse que je propose, de la valeur historique du récit de la Genèse, sera vérifiée – c'est-à-dire confirmée ou démentie – dans un très proche avenir. En effet, si j'ai bien lu le texte biblique, l'“arc d'alliance” est une chose concrète, qui nous attend sur la Lune, et dont la découverte suffira à démontrer que des cosmonautes nous ont précédé sur la Lune, y ont aménagé ces bases-relais que nos astronautes envisagent d'y aménager.
C'est sur la confirmation éventuelle (et très prochaine) de cette hypothèse que se fonde le Roman de la Bible » – Ces dieux qui firent le ciel et la terre, le roman de la Bible (1969)
L'exploration partielle de la Lune dès 1969 n'a apporté aucune preuve de l'hypothèse de Jean Sendy.

## Publications
- (éd.), The Department of State. La Vérité sur les rapports germano-soviétiques de 1939 à 1941, publié par Jean Sendy, traduction de l'édition américaine publiée par Raymond James Sontag et James Stuart Beddie, Paris, Éditions France-Empire, 1948. Documents saisis dans les archives de la Wilhelmstrasse.
- De gueules sur fond de clés, impertinences, Paris, Éditions France-Empire, [1948]. Sur les hommes politiques de la Quatrième République.
- De la nuit des temps I. Les Cahiers de cours de Moïse, Paris, R. Julliard, 1963 ou Éditions J'ai lu, " L'Aventure mystérieuse " N°A245
- Le christianisme, sept millénaires de tradition initiatique ?, article paru dans la revue Janus. L'Homme, son Histoire et son Avenir no 1, Paris, Miroir de l'Histoire, avril-mai 1964.
- Les Dieux nous sont nés I. L'Âge ingrat, précédé de Manifeste semble être la réalité des dieux, Paris, B. Grasset, 1966.
- S.F., science-fictive, anticipation, article paru dans la revue Lunatique no 30, août 1967.
- La Lune, clé de la Bible, Paris, R. Julliard, 1968 ; Paris, Éditions J'ai lu, « L'Aventure mystérieuse » n° A 208, 1969.
- Ces dieux qui firent le ciel et la terre, le roman de la Bible, Paris, Robert Laffont, « Les Énigmes de l'Univers », 1969 ; Paris, Robert Laffont, « Bibliothèque des grandes énigmes » no 17, 1972 ; Paris, Tchou, « Bibliothèque des grandes énigmes » ou Éditions J'ai lu, " L'Aventure mystérieuse " N°A371.
- Nous autres, gens du Moyen Âge, Paris, Julliard, 1969.
- Les Cahiers de cours de Moïse, Paris, Éditions J'ai lu, « L'Aventure mystérieuse » N°A245, 1970[5].
- L'Ère du Verseau, fin de l'illusion humaniste, Paris, Robert Laffont, « Les Énigmes de l'Univers », 1970 ; Paris, Éditions J'ai lu, « L'Aventure mystérieuse » n° A 376, 1980.
- Plaidoyer pour un génocide, Paris, Julliard, « Idée fixe », 1972.
- Les Temps messianiques, ouverture sur le cosmos, Paris, Robert Laffont, « Les Énigmes de l'Univers », 1975 ; Paris, Éditions J'ai lu, « L'Aventure mystérieuse » n° A 381, 1980.

### Traductions
- Władysław Anders (Général W. Anders), Katyn, Paris, Éditions France-Empire, 1949.
- James Hadley Chase, Garces de femmes (You never know with women), traduit de l'anglais par Jean Sendy, Paris, Gallimard, « Série noire » no 31, 1949.
- Samuel W. Taylor, Comme un frère, l'homme qui avait mon visage (The Man with my face), traduit de l'américain par Jean Sendy et Marcel Duhamel, Paris, Gallimard, « Série noire » no 37, 1949.
- Raymond Chandler, Efface la rouquine, traduit de l'anglais par Jean Sendy, Paris, Les Presses de la Cité, « Un mystère », 1950.
- Raymond Chandler, La Mort à roulette, traduit de l'anglais par Jean Sendy, Paris, Les Presses de la Cité, « Un mystère », 1951.
- Raymond Marshall (James Hadley Chase), Sirène à la manque, traduit de l'anglais par Jean Sendy, Paris, Presses de la Cité, « Un mystère », 1951 ; nouvelle éd. sous le titre de La Petite vertu (Sirène à la manque) (But a short time to live), traduit de l'anglais par Jean Sendy et Raoul Amblard, Paris, Gallimard, « Série noire » no 652, 1961.
- Peter Cheyney (Reginald Evelyn Southouse), Les Étoiles se cachent, traduit de l'anglais par Jean Sendy, Paris, Presses de la Cité, « Un mystère », 1951.
- Gajto Ivanovič Gazdanov, Le Spectre d'Alexandre Wolf, roman traduit du russe par Jean Sendy, Paris, Robert Laffont, « Pavillons », 1951.
- Dorothy Hughes, Tuer ma solitude, traduit de l'anglais par Jean Sendy, Paris, Presses de la Cité, « Un mystère », 1951.
- Irwin Shaw, De tout pour faire un monde (Mixed company), traduit de l'anglais par Jean Sendy, Paris, Presses de la Cité, « Les Grands romans cosmopolites », 1951 ; Paris, Le Livre contemporain, 1960.
- Irwin Shaw, Ondes troubles (The troubled air), traduit de l'anglais par Jean Sendy, Paris, Presses de la Cité, « Les Grands romans cosmopolites », 1951 ; 1954 ; Paris, Le Livre contemporain, 1959.
- Raymond Chandler, La Rousse rafle tout, traduit de l'américain par Janine Quet, suivi de « L'Art d'assassiner, ou la Moindre des choses », du même auteur, traduit de l'américain par Jean Sendy, Paris, Presses de la Cité, « Un mystère » no 76, 1952.
- Robert Martin, Belles de golf et balles blindées, traduit de l'anglais par Jean Sendy, Paris, Presses de la Cité, « Un mystère », 1952.
- David Alexander, Terreur à Broadway (Terror on Broadway), traduit de l'américain par Jean Sendy, Paris, Gallimard, « Série noire » no 255, 1955.
- Barry Ulanov, Histoire du jazz (A History of jazz), traduit de l'américain par Jean Sendy, Paris, Buchet-Chastel, Corrêa, 1955.
- Thomas Black, Pain complet (Four dead mice), traduit de l'américain par Raoul Amblard et Jean Sendy, Paris, Gallimard, « Série noire » no 299, 1956.
- Fredric Brown, Fantômes et Farfafouilles (Nightmares and geezenstacks), traduit de l'américain par Jean Sendy, Paris, Denoël, « Présence du futur » no 65, 1963.
- Robert F. Marx, L'Expédition de la Nina II (The Voyage of the Nina II), traduit de l'américain par Jean Sendy, Paris, Denoël, 1963.
- George Barr, Les Gratte-ciel (Young scientist looks at skyscrapers), édition abrégée, traduite de l'américain par Jean Sendy, Paris, Éditions France-Empire, « Nouveaux horizons », 1964.
- Fredric Brown, Lune de miel en enfer (Honeymoon in hell), traduit de l'américain par Jean Sendy, Paris, Denoël, « Présence du futur » no 75, 1964.
- Raymond Chandler, Les ennuis c'est mon problème (Les pépins c'est mes oignons), traduit de l'anglais par Jean Sendy, Paris, Les Presses de la Cité, « Presses Pocket » no 612, 1968.
- Fredric Brown, Entité piège, (Entity Trap) traduit de l'américain par Jean Sendy, in Martiens, Go Home!, Paris, CAL (Culture, Art, Loisirs), « Les Chefs-d'Œuvre de la Science Fiction et du Fantastique », 1973.
- Marilyn Ferguson, La révolution du cerveau, traduit de l'américain par Jean Sendy, Paris, Calmann-Lévy, 1974.
- Fredric Brown, Paradoxe perdu (Paradox lost / Angels and Spaceships), traduit de l'américain par Jean Sendy, Paris, Calmann-Lévy, « Dimensions SF » no 10, 1974.